# Droga krajowa 82
Die Droga krajowa 82 (DK82) ist eine Landesstraße in Polen. Die Straße verläuft in nordöstlicher Richtung von Lublin nach Włodawa. Die Strecke ist 81,85 km lang.

## Geschichte
1985 wurde das polnische Straßennetz neu geordnet. Die bisherigen Staatsstraßen (droga państwowa) wurden in Landesstraßen (droga krajowa) umbenannt und neu nummeriert. Die Straße von Lublin nach Włodawa wurde ab 1986 als Droga krajowa Nr. 831 bezeichnet.
2003 wurde die Nummerierung des Straßennetzes dahingehend geändert, dass alle Landesstraßen mit zweistelligen Nummern und alle Woiwodschaftsstraßen mit dreistelligen Nummern gekennzeichnet wurden. Deshalb wurde die DK 831 in DK 82 umbenannt.

## Wichtige Ortschaften an der Strecke
Woiwodschaft Lublin (województwo lubelskie):
- Lublin
- Łuszczów Pierwszy
- Łuszczów Drugi
- Łęczna
- Włodawa